# Sattajärvi norra
Sattajärvi norra är en bebyggelse nordost om sjön Sattajärvi i Pajala kommun. Bebyggelsen klassades som en småort vid SCB:s ortsavgränsning 2010.
| Befolkningsutvecklingen i Sattajärvi norra 2010–2015 | Befolkningsutvecklingen i Sattajärvi norra 2010–2015 | Befolkningsutvecklingen i Sattajärvi norra 2010–2015 | Befolkningsutvecklingen i Sattajärvi norra 2010–2015 | Befolkningsutvecklingen i Sattajärvi norra 2010–2015 |
| ---------------------------------------------------- | ---------------------------------------------------- | ---------------------------------------------------- | ---------------------------------------------------- | ---------------------------------------------------- |
|                                                      |                                                      |                                                      |                                                      |                                                      |
| År                                                   |                                                      |                                                      | Folkmängd                                            | Areal (ha)                                           |
| 2010                                                 | 2010                                                 |                                                      | 56                                                   | 7#                                                   |
| 2015                                                 | 2015                                                 |                                                      | 63                                                   | 9#                                                   |
| Anm.: Ny småort 2010. # Som småort.                  |                                                      |                                                      |                                                      |                                                      |